# 부흥회

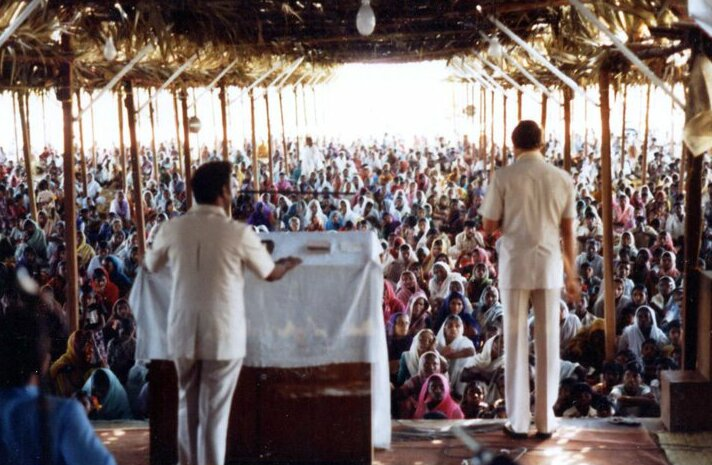
인도에서 부흥회 모습

부흥회(復興會, 영어: revival meeting)는 교회 회원들에게 영적 활기를 불어넣고 새로운 회심자들을 얻기위한 기독교의 집회이다. 찰스 해돈 스펄전은 부흥회를 통하여 많은 영적축복이 오는데 크리스챤들의 부흥의 결과로서 회심자들이 교회에 찾아오게하는데 주로 부흥회 그 자체는 영적 생명을 이미 가진자들과 관련된다고 한다. 주목할 만한 역사적인 부흥회는 미국의 전도자 빌리 선데이와  웨일즈의 전도자 반 로버츠에 의해 주도된 집회였다.
유사한 집회로 한국교회에서는 사경회(査經會)라는 특별 집회가 있는데 일반적으로 성경을 집중적으로 강의함으로써 신앙을 강화하고 삶을 변화시키는데 강조를 둔다. 부흥회는 말씀의 증거나 체험적 증거나 은사적 사역을 강조하지만 사경회는 이런 면들을 배제하고 전적으로 성경 말씀 중심의 집회가 중심이 된다.

## 집회

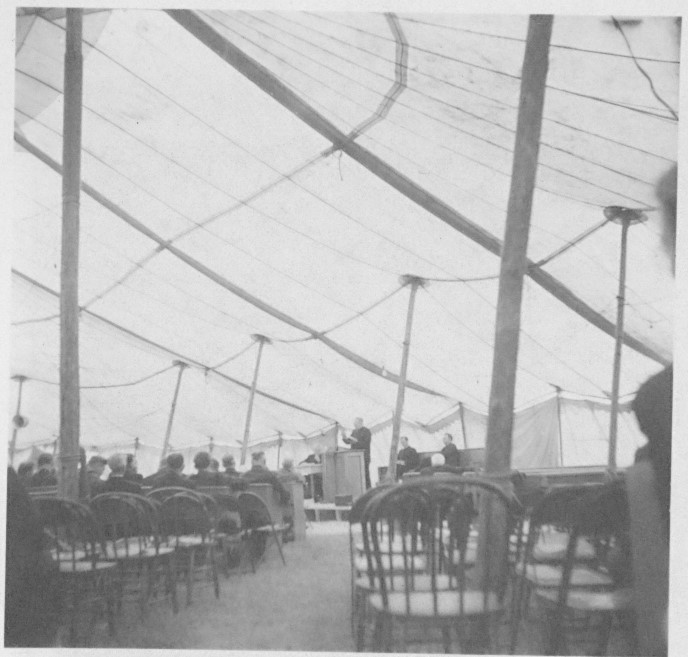
메노나이트 컨퍼런스 1947년

부흥회는 밤과 낮으로 연속적인 집회인데 장소와 시간 그리고 집회방법에서 좀더 자유롭다. 과거에는 텐트에서 집회를 하였다. 

## 평양대부흥회
한국에서 가장 유명했던 부흥회로 1907년의 평양대부흥회가 있다. 한국 기독교사에 아주 중요한 사건으로 손봉호 박사는 다음과 같이 언급한다. "선교사들이 처음으로 입국한 것 다음으로 한국 기독교 역사상 중요한 사건이라 할 수 있습니다. 그것은 교회의 영적각성과 전도에 활력을 불어넣었을 뿐 아니라 서양 선교사들에 의하여 전파된 복음이 한국인의 신앙으로 뿌리내리는 중요한 계기가 되었습니다. 그 후부터 기독교는 서양인의 종교가 아니라 한국인의 신앙으로 확고하게 인식되었다 할 수 있습니다. 1903년 원산에서 시작된 선교사들의 기도모임에 참석한 캐나다 선교사 하디는 성령의 감동을 받고 한국 백성들에 대한 자신의 교만을 모든 선교사들 앞에서 통회하였다 합니다. 그의 회개를 지켜본 다른 선교사들도 동일한 죄가 자신들에게도 있음을 고백하며 회개하기 시작했다는 것입니다. 부흥운동이 회개로부터 시작했다는 사실도 중요하거니와, 선교사들이 한국인에 대한 자신들의 교만에 대해서 회개했다는 사실은 예수 그리스도의 복음이 서양인들의 것일 뿐 아니라 한국인의 것도 된다는 사실을 인식했다는 것을 뜻합니다. 물론 그 전에도 성령의 강력한 역사를 체험한 개인들이 없지 않았을 것입니다. 그러나 그것이 한국교회의 공동체적 체험이 된 것은 그 때가 처음이었을 것입니다. 그 후 3.1 운동을 비롯해서 수많은 기독교인들이 한국의 독립을 위하여 정열을 쏟을 수 있었던 것도 바로 복음과 한국이 서로 이질적이 아니라는 인식이 일반화했기 때문이라 할 수 있습니다."

## 같이 보기
평양대부흥회